# Rhinocéros d'or de Mapungubwe
Ne pas confondre avec Le Rhinocéros d'or.
Le rhinocéros d'or de Mapungubwe est un petit artéfact archéologique trouvé en 1932 à Mapungubwe en Afrique du Sud. Dans le contexte archéologique dans lequel il a été trouvé, il est un témoin de l'existence d'un royaume puissant, qui s'est développé du IXe siècle au XIIIe siècle. Il est devenu l'emblème de l'ordre de Mapungubwe, la plus haute distinction d'Afrique du Sud.

## Description
Le rhinocéros d'or de Mapungubwe est un petit objet reconstitué puis restauré, de 14 cm de long et 5,5 cm de haut. Il est composé d'une feuille d'or martelée, qui était clouée sur un support de bois sculpté. La queue est un cylindre d'or, les oreilles sont des coupes ovales, les yeux sont des hémisphères, le tout en or,.
Le rhinocéros d'or est plus robuste à l'encolure qu'un rhinocéros. Son allure compacte dégage une impression de puissance. Il n'a jamais eu qu'une seule corne, alors que les rhinocéros vivant en Afrique (rhinocéros blanc et rhinocéros noir) en ont deux. Il a été restauré en 1999.

## Découverte et interprétation

### Sur la colline de Mapungubwe
Le rhinocéros d'or est découvert par la famille Van Graan, des exploitants agricoles, lors de leur première exploration du site de la colline de Mapungubwe en décembre 1932,,,. Plus précisément, c'est le 31 décembre 1932 que les fouilleurs découvrent des objets d'or, dont le rhinocéros, dans une tombe, la première fouillée, dénommée ensuite Original Gold Grave M1, A 620. Au total, trois tombes du site contenaient des objets d'or,.
Jerry Van Graan écrit à son ancien professeur, Leo Fouché, professeur d'histoire à l'université de Pretoria, pour lui signaler sa découverte. Celui-ci organise des fouilles archéologiques à partir de 1933,,. Elles révèlent un site comportant de nombreuses structures et objets. Avec d'autres sites voisins, il témoigne d'une culture qui s'est développée du IXe siècle au XIIIe siècle, période pendant laquelle apparaît une différenciation sociale croissante.

Mapungubwe
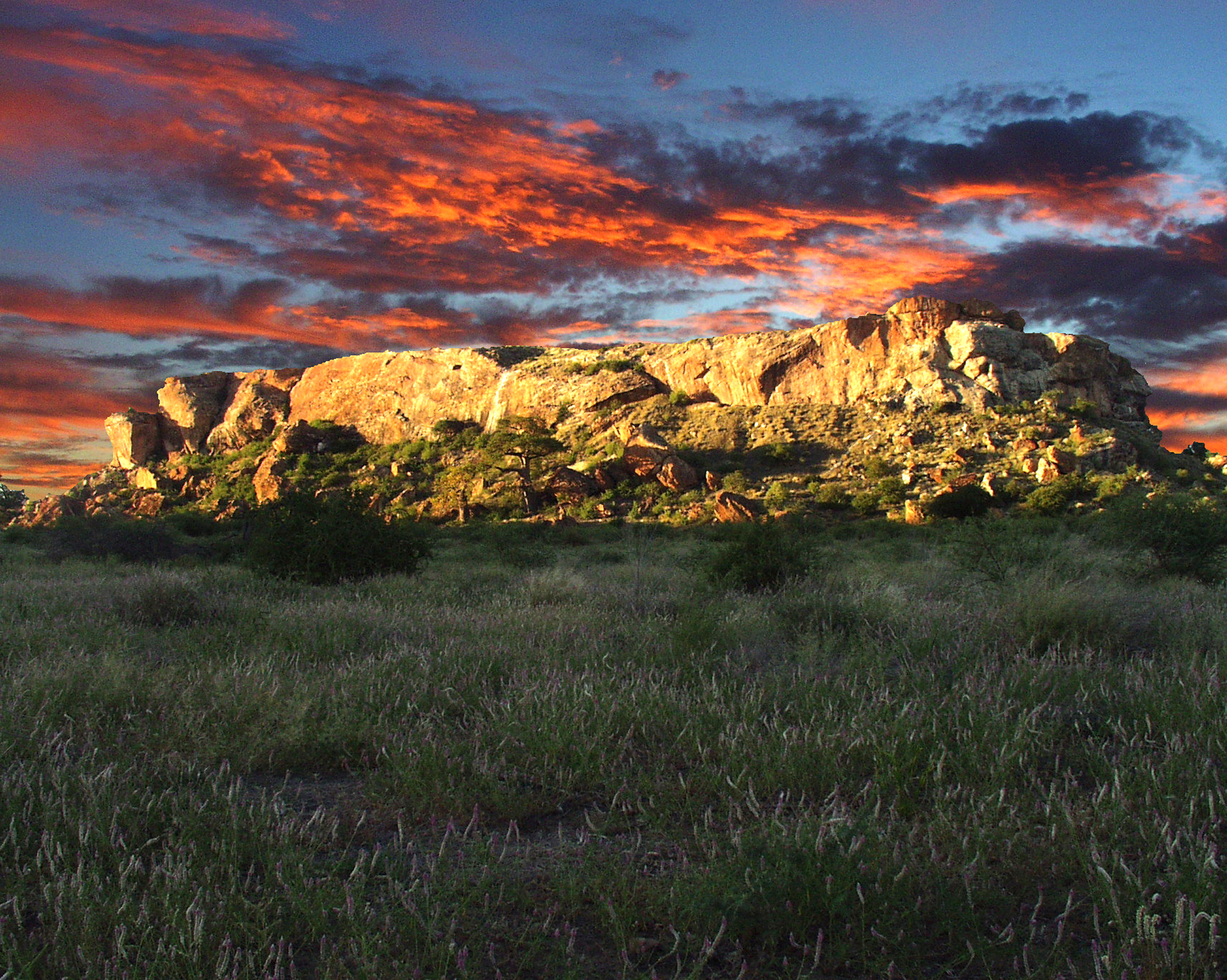
La colline de Mapungubwe
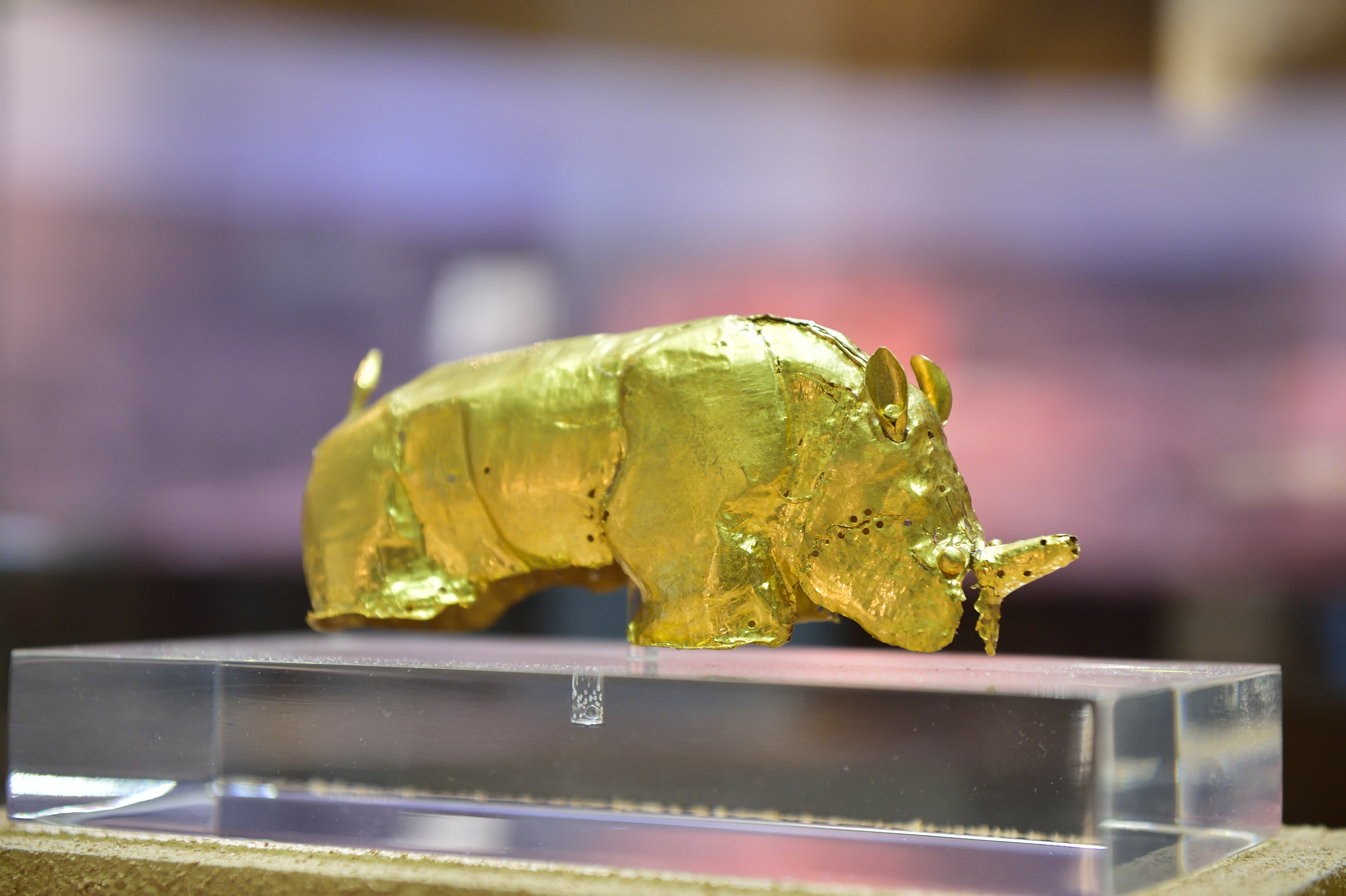
Le rhinocéros d'or de Mapungubwe

D'autres objets en or sont découverts dans la même tombe que le rhinocéros d'or. Il s'agit d'un bol, d'un bovin et d'un félin, qui ont la même taille que le rhinocéros, ainsi que d'autres feuilles d'or. Aucun d'entre eux n'a pu être daté. En effet, si des tests ont démontré que des artefacts trouvés dans une autre tombe datent du XIIIe siècle, ce résultat ne peut être extrapolé aux objets en or de la tombe Original Gold Grave M1, A 620. 
Ces objets sont la première attestation de l'utilisation de l'or comme signe de prestige en Afrique australe. On peut en déduire que c'est à cette époque que l'or y acquiert de la valeur.

### Provenance
Le fait que le rhinocéros d'or n'ait qu'une seule corne, comme certains rhinocéros d'Asie (rhinocéros indien et rhinocéros de Java), a pu faire croire à un objet importé, mais l'analyse chimique de l'or montre qu'il provient de la région de Mapungubwe.
Il est par contre possible que la structure en bois qui le soutenait et qui a disparu au fil du temps ait été importée et plaquée d'or dans le royaume de Mapungubwe, en guise d'appropriation. De nombreux artéfacts archéologiques retrouvés à Mapungubwe témoignent en effet d'échanges intenses avec le monde indien ou chinois.

### Un fragment de bol divinatoire?
Selon Alex Duffey, le rhinocéros d'or, le bovin et le félin, qui font sensiblement la même taille, pourraient avoir été cloués sur un bol divinatoire en bois, qui se serait désagrégé avec le temps, sur le modèle des bols divinatoires Vendas ou découverts à Grand Zimbabwe.

## Symbole contemporain

### Emblème
Le rhinocéros d'or est devenu l'emblème de Mapungubwe. Son existence démontre la richesse du passé de l'Afrique australe avant l'arrivée des Européens. Laissé de côté de ce fait pendant l'apartheid, il est un élément symbolique important de la réappropriation de son histoire longue menée par l'Afrique du Sud depuis la fin de ce régime politique.
Du 27 octobre 2016 au 26 février 2017, le rhinocéros d'or de Mapungubwe est présenté au British Museum, dans le cadre d'une exposition intitulée South Africa the art of a nation. Il est reproduit dans la communication officielle de l'exposition,.

### Distinction
Depuis 2002, la plus haute distinction d'Afrique du Sud est l'ordre de Mapungubwe, dont l'insigne reprend le profil du rhinocéros d'or,.